# Poëzat
Poëzat is een gemeente in het Franse departement Allier (regio Auvergne-Rhône-Alpes) en telt 120 inwoners (2009). De plaats maakt deel uit van het arrondissement Vichy.

## Geografie
De oppervlakte van Poëzat bedraagt 2,1 km², de bevolkingsdichtheid is dus 57,1 inwoners per km².
De onderstaande kaart toont de ligging van Poëzat met de belangrijkste infrastructuur en aangrenzende gemeenten.

## Demografie
Onderstaande figuur toont het verloop van het inwonertal (bron: INSEE-tellingen).
Vanwege een beveiligingsprobleem met de MediaWiki Graph-software is het momenteel niet mogelijk deze grafiek weer te geven. Zodra de software is bijgewerkt zal de grafiek vanzelf weer zichtbaar worden.